# Cyrtodactylus kunyai
Espèce
Cyrtodactylus kunyai est une espèce de geckos de la famille des Gekkonidae.

## Répartition
Cette espèce est endémique de la province de Loei en Thaïlande.

## Étymologie
Cette espèce est nommée en l'honneur de Kirati Kunya.

## Publication originale
- Pauwels, Sumontha, Keeratikiat & Phanamphon, 2014 : Cyrtodactylus kunyai (Squamata: Gekkonidae), a new cave-dwelling Bent-toed Gecko from Loei Province, northeastern Thailand. Zootaxa, no 3821 (2), p. 253–264.